# Illugi Gunnarsson

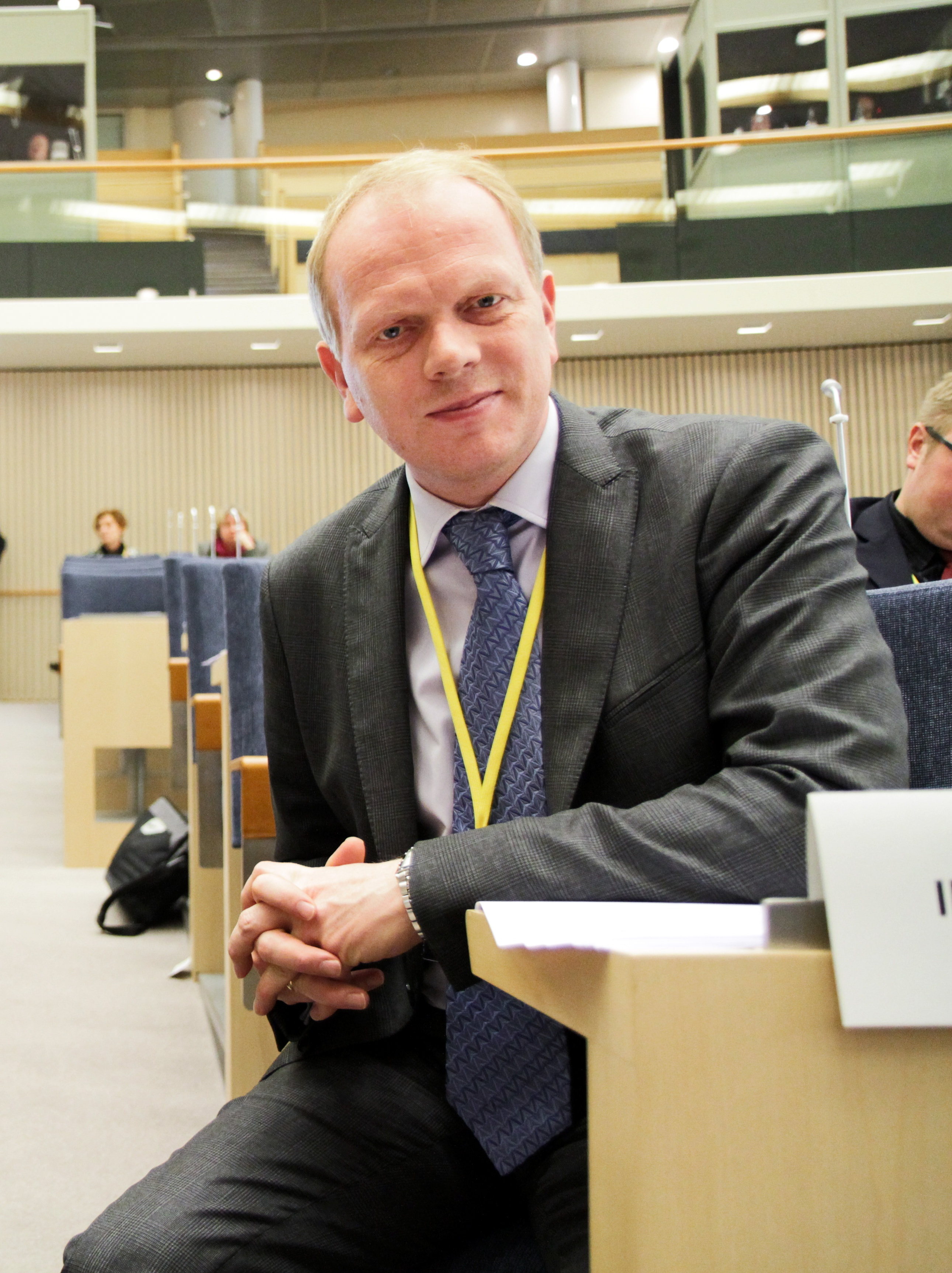
Illugi Gunnarsson (2015)

Illugi Gunnarsson (* 26. August 1967 in Siglufjörður) ist ein isländischer Politiker (Unabhängigkeitspartei) und war von 2013 bis 2016 Minister für Bildung, Wissenschaft und Kultur. 
Er absolvierte 1987 die Menntaskólinn í Reykjavík und erreichte damit die Hochschulreife. Anschließend studierte er Wirtschaftswissenschaften und erhielt von der Universität Islands 1995 einen Bachelor-Abschluss und 2000 von der London Business School einen MBA-Abschluss. 
Seit 2007 war er Abgeordneter des isländischen Parlaments Althing, 2007–2009 für den Wahlkreis Reykjavík-Süd und seit 2009 für den Wahlkreis Reykjavík-Nord. Er war Vorsitzender der Parlamentsgruppe der Unabhängigkeitspartei und Vorsitzender der isländischen Delegation zum Nordischen Rat. Nach der Parlamentswahl in Island 2013 wurde er am 23. Mai 2013 Minister für Bildung, Wissenschaft und Kultur im Kabinett Sigmundur Davíð Gunnlaugsson.
Illugi Gunnarsson hat erklärt, nicht zur Parlamentswahl in Island 2016 anzutreten und beabsichtigt, sich vorerst aus der Politik zurückzuziehen.